# Relazioni bilaterali tra Israele e Italia
Le relazioni bilaterali tra Israele e Italia fanno riferimento ai rapporti diplomatici fra la Repubblica Italiana e lo Stato d'Israele. L'Italia ha riconosciuto Israele l'8 febbraio 1949 e ha un'ambasciata a Tel Aviv, due consolati generali a Gerusalemme Ovest e Gerusalemme Est e quattro consolati onorari a Be'er Sheva, Eilat, Haifa e Nazareth. Israele ha un'ambasciata a Roma. Il primo ambasciatore italiano in Israele fu Carlo Gasparino, nel 1949. L'attuale ambasciatore è Francesco Maria Talò.

## Storia

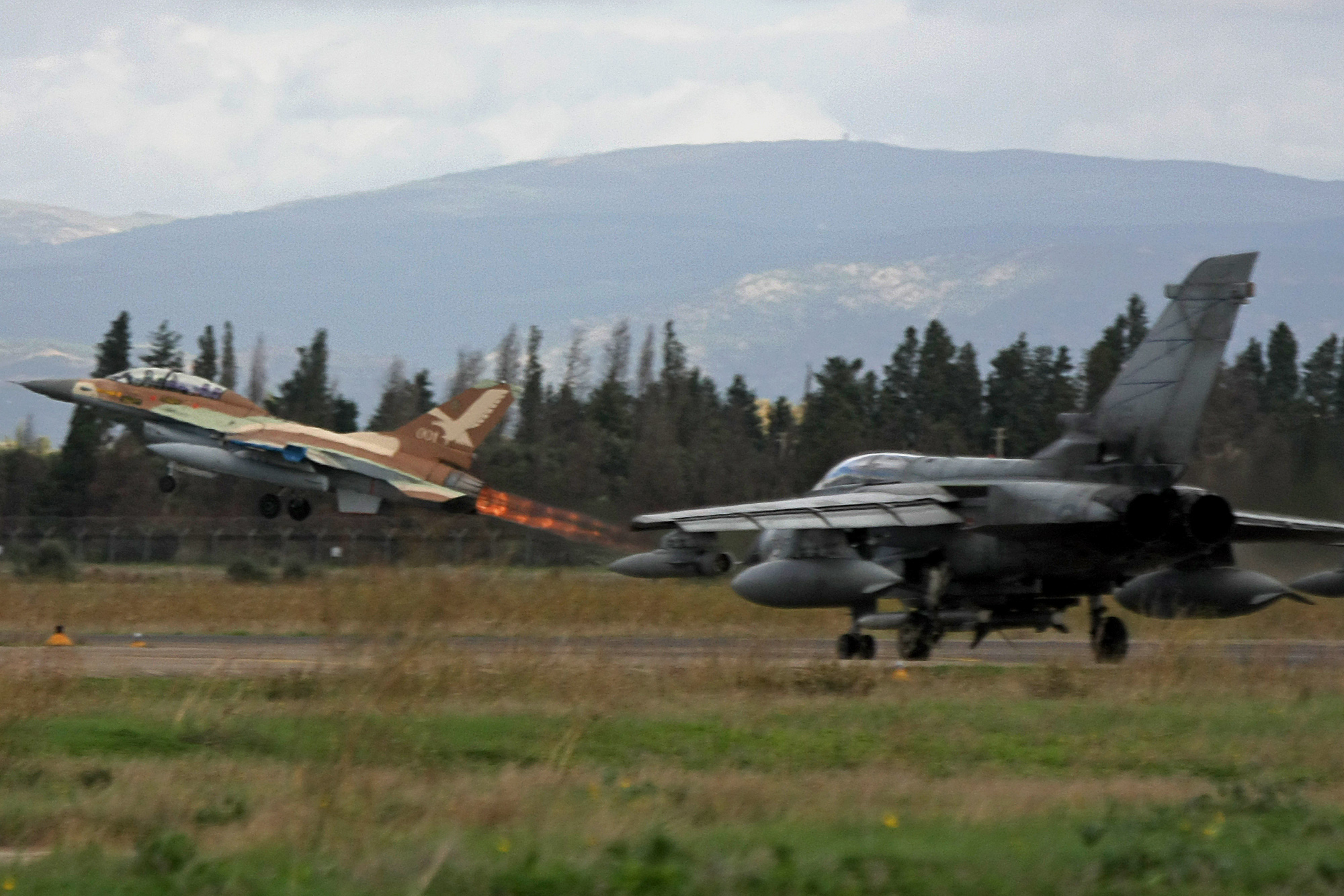
L'aviazione israeliana e quella italiana durante un'esercitazione congiunta in Sardegna, nel 2010.

Le relazioni tra Italia e Israele comprendono frequenti scambi diplomatici e un grosso volume di affari commerciali. Il governo israeliano ha partecipato attivamente alla lotta al terrorismo promossa dal governo italiano (ciò è anche dovuto al fatto che l'Unione europea ha inserito Hamas tra le organizzazioni terroristiche). In Israele sono stati anche apprezzati gli sforzi italiani nell'ambito delle operazioni delle Nazioni Unite in Medio oriente e la linea di condotta del governo italiano, volta a contrastare ogni possibile forma di antisemitismo.

## Scambi culturali
La cultura italiana viene molto apprezzata tra gli israeliani, che spesso visitano l'Italia per motivi di studio, lavoro, turismo e scientifici. Negli ultimi dieci anni 105 libri di autori italiani sono stati tradotti in ebraico.
L'ambasciata italiana e l'Istituto Culturale Italiano recentemente hanno spinto per la creazione dell'associazione Fratelli d'Italia, composta da più di 15.000 persone. L'Istituto Culturale Italiano, dal 1960, opera anche in Israele, con sede a Tel Aviv e una sede distaccata a Haifa. L'italiano è insegnato in numerosi istituti nel paese e, nel 2004, il numero totale di studenti iscritti a corsi gestiti dall'ICI era di 1500, con 150 corsi e 30 insegnanti. Se si considerano anche i corsi della società Dante Alighieri, il numero degli studenti raggiunge quota 2500.
Recentemente è stato introdotto, con successo, l'insegnamento della lingua italiana anche in varie scuole superiori e istituti accademici. Per l'anno accademico 2005-2006, l'ICI ha avviato tre corsi di cultura e lingua italiana al Centro interdisciplinare di Herzliya. L'italiano è insegnato, inoltre, in quattro delle sette università israeliane.